# کفیدزن
کفیدزن (به لاتین: Kwidzyn، تلفظ لهستانی: [ˈkfʲid͡zɨn]) یک شهرک در لهستان است که در استان پومرانی واقع شده‌است.

## خصوصیات
کفیدزن ۲۱٫۸۲ کیلومترمربع مساحت و ۳۷٬۸۱۴ نفر جمعیت دارد و ۴۲ متر بالاتر از سطح دریا واقع شده‌است.

## خواهرخوانده
شهر تسله خواهرخواندهٔ کفیدزن هست.